# Lauro Bosio
Lauro Bosio (Vicenza, 13 gennaio 1885 – Monte Cristallo, 21 ottobre 1915) è stato un militare, calciatore e arbitro di calcio italiano, di ruolo difensore.

## Carriera
Fu tra i primi calciatori vicentini: nel 1904 il Vicenza sconfisse il Reyer Venezia, conquistando così il titolo di campione regionale, garantendosi così la possibilità di prendere parte al torneo interregionale valevole per il titolo nazionale. Il 3 giugno 1904 gioca la partita persa per 5-0 contro l'Andrea Doria. Termina la sua attività da calciatore nel 1910. Negli stessi anni svolge prima il ruolo di cassiere e poi quello di consigliere al Vicenza.
Nel 1915 fu sottotenente nel 7º Reggimento alpini, cadde in combattimento sul fronte dolomitico, gli fu conferita la medaglia d'argento al valore militare alla memoria.